# Tăuteu
Tăuteu è un comune della Romania di 4 494 abitanti, ubicato nel distretto di Bihor, nella regione storica della Transilvania.
Il comune è formato dall'unione di 5 villaggi: Bogei, Chiribiș, Ciutelec, Poiana, Tăuteu.